# Mitzoruga
Mitzoruga là một chi nhện trong họ Miturgidae.